# 哈佛橋
哈佛大桥（Harvard Bridge）是一座钢制驼峰梁桥，哈佛橋橫跨查尔斯河，橋上的道路為马萨诸塞大道（2A号公路），连接波士顿后湾和马萨诸塞州剑桥。它是查尔斯河上最长的桥梁，該橋全长659.82（2,164.8英尺；387.72斯穆特；659.82）。1887年至1891年间，波士顿和剑桥共同修建了这座大桥。該橋以哈佛大学创始人約翰·哈佛的名字命名。